# Альфред Гілберт
Альфред Карлтон Гілберт (англ. Alfred Carlton Gilbert; нар. 15 лютого 1884 — пом. 24 січня 1961) — американський легкоатлет, який спеціалізувався в стрибках з жердиною.

## Із життєпису
Олімпійський чемпіон зі стрибків з жердиною (1908).
Перможець олімпійських відбіркових змагань США зі стрибків з жердиною (1908). Бронзовий призер чемпіонату США зі стрибків у довжину (1906).
По завершенні спортивної кар'єри досяг успіхів в іграшковій індустрії.